# Wanida Boonwan
Wanida Boonwan (née le 30 août 1986 à Ubon Ratchathani) est une athlète thaïlandaise, spécialiste du saut en hauteur.

## Biographie
Son record est de 1,92 m, obtenu à Kunshan le 26 mai 2011.
En juin 2015, elle remporte le titre des Jeux d'Asie du Sud-Est avec un saut de 1,85 m.

## Palmarès
| Date | Compétition              | Lieu              | Résultat | Marque |
| ---- | ------------------------ | ----------------- | -------- | ------ |
| 2007 | Jeux d'Asie du Sud-Est   | Nakhon Ratchasima | 3e       | 1,84 m |
| 2009 | Jeux d'Asie du Sud-Est   | Vientiane         | 2e       | 1,88 m |
| 2009 | Jeux asiatiques en salle | Hanoï             | 3e       | 1,91 m |
| 2010 | Jeux asiatiques          | Canton            | 7e       | 1,84 m |
| 2011 | Championnats d'Asie      | Kobe              | 6e       | 1,85 m |
| 2011 | Jeux d'Asie du Sud-Est   | Palembang         | 2e       | 1,87 m |
| 2011 | Universiade              | Shenzhen          | 7e       | 1,86 m |
| 2011 | Championnats du monde    | Daegu             | qual.    | 1,85 m |
| 2012 | Jeux olympiques          | Londres           | qual.    | 1,80 m |
| 2013 | Championnats d'Asie      | Pune              | 8e       | 1,81 m |
| 2013 | Jeux d'Asie du Sud-Est   | Naypyidaw         | 2e       | 1,80 m |
| 2014 | Jeux asiatiques          | Incheon           | 5e       | 1,85 m |
| 2015 | Jeux d'Asie du Sud-Est   | Singapour         | 1re      | 1,85 m |
| 2017 | Championnats d'Asie      | Bhubaneswar       | 5e       | 1,80 m |
| 2017 | Jeux d'Asie du Sud-Est   | Kuala Lumpur      | 4e       | 1,83 m |
| 2017 | Jeux asiatiques en salle | Achgabat          | 4e       | 1,79 m |
| 2018 | Jeux asiatiques          | Jakarta           | 9e       | 1,75 m |

## Records
| Épreuve         | Épreuve      | Performance | Lieu    | Date            |
| --------------- | ------------ | ----------- | ------- | --------------- |
| Saut en hauteur | En plein air | 1,92 m      | Kunshan | 26 mai 2011     |
| Saut en hauteur | En salle     | 1,91 m      | Hanoi   | 2 novembre 2009 |